# Isla Gordon
La isla Gordon forma parte del archipiélago de Tierra del Fuego ubicado en la región austral de Chile. Pertenece al sector que para su estudio se ha denominado como de las islas del S y SE.
Administrativamente pertenece a la Región de Magallanes y Antártica Chilena, Provincia de la  Antártica Chilena, comuna Cabo de Hornos. La isla queda dentro del parque nacional Alberto de Agostini
Desde hace aproximadamente 6000 años hasta mitad del siglo XX sus costas fueron habitadas por los pueblos kawésqar y yámana. A comienzos del siglo XXI estos pueblos habían sido prácticamente extinguidos por la acción del hombre blanco.

## Historia
Debido a su carácter montañoso y accidentado y a la carencia de recursos, la isla ha estado deshabitada y solo de vez en cuando era recorrida por miembros de los pueblos kawesqar y yámana, pueblos que a mediados del siglo XIX  prácticamente habían desaparecido por la acción del hombre blanco.
La isla queda en territorio neutral, pero era visitada frecuentemente por los indígenas yámanas y kawesqar quienes acudían a buscar en ella y otras islas cercanas la pirita de hierro, mineral con el que conseguían las chispas necesarias para encender fuego.
Forma parte del parque nacional Alberto de Agostini dependiente de la Corporación Nacional Forestal.
En el mes de mayo de 1830 Fitzroy en una embarcación del HMS Beagle recorrió el sector del Brazo del Noroeste del canal Beagle hasta la altura de la bahía Tres Brazos de la isla Gordon. En esta excursión fue cuando embarcó a un yagán al que luego llamó Jemmy Button y que continuó con él hasta Inglaterra junto a los otros 3 rehenes kawésqar.
En enero y febrero de 1833 el comandante Fitzroy con el HMS Beagle estuvo fondeado en el paso Goree  y en embarcaciones recorrió el sector de las islas del S y SE del archipiélago de Tierra del Fuego. Durante ese período desembarcó en Wulaia a los 3 fueguinos sobrevivientes de su viaje a Inglaterra -Jemmy Button, Fuegia Basket y York Minster- y completó el reconocimiento y levantamiento hidrográfico de los canales Beagle y Ballenero. Estuvo en el canal Murray, Brazo del Noroeste, seno Darwin, canal O'Brien, canal Ballenero, bahía Cook y Brazo del Sudoeste.

## Geografía

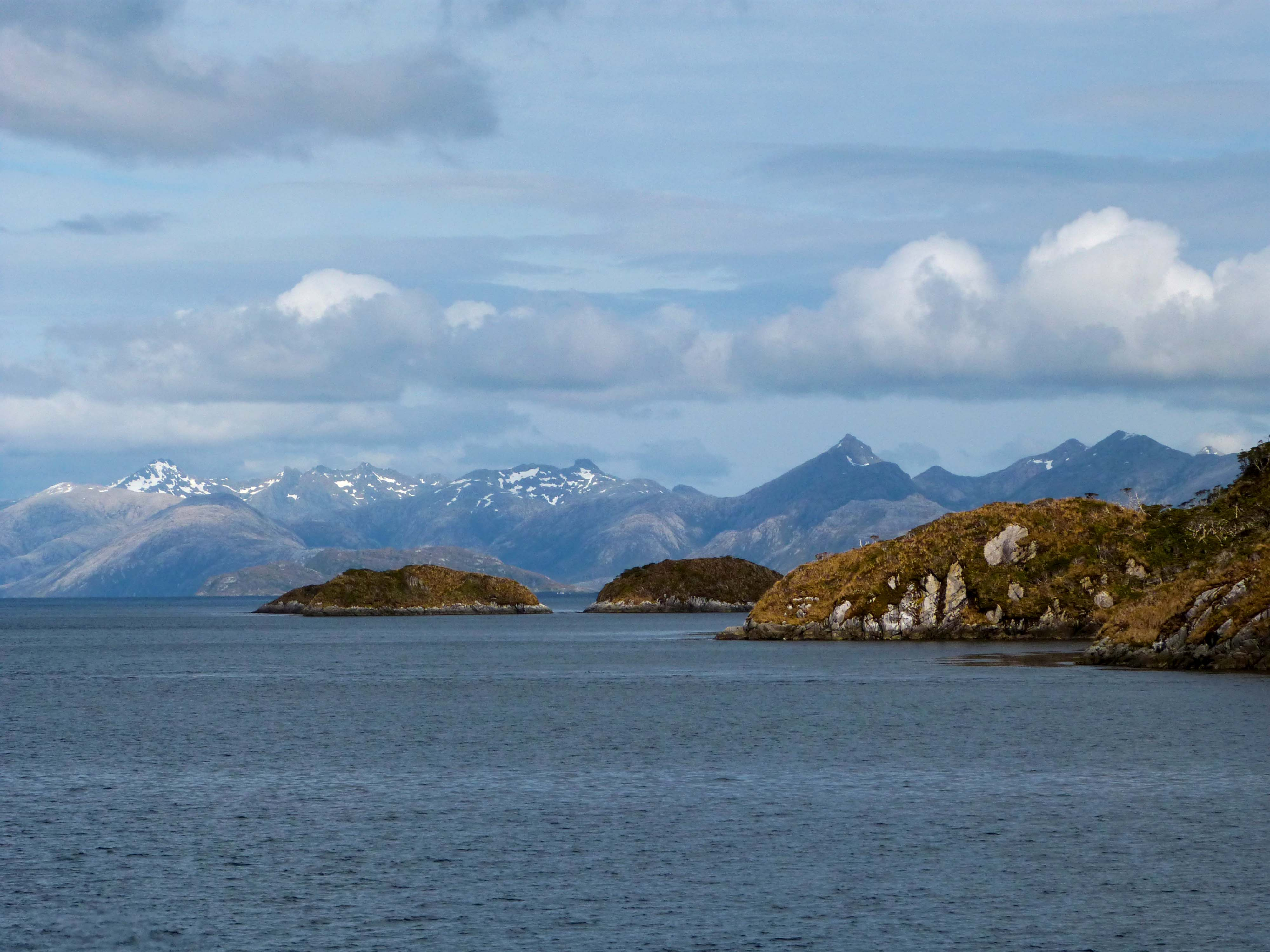
Isla Gordon

Se sitúa en el lado oriental del seno Darwin, dividiendo el canal Beagle en dos pasajes llamados Brazo del Noroeste y Brazo del Sudoeste que corren por el norte y sur respectivamente de la isla. El Brazo del Sudoeste desemboca en la bahía Cook en el océano Pacífico causa por la cual esta ruta no es recomendable para la navegación, en cambio sí lo es el Brazo del Noroeste que además forma la continuación del canal Beagle desde el seno Darwin hacia el oriente.
Tiene una orientación O-E con un largo de 28 millas en esa dirección y de 9,5 millas en su mayor ancho. Se asemeja a un triángulo isósceles con su base hacia el occidente. Es montañosa y termina en el E. en la punta Divide, que como un cuña da origen a los canales mencionados. En su sector oriental hay un pico sin nombre de 1.584 metros de altura.
En su costa norte se forman dos entradas profundas, las bahías Tres Brazos y Romanche. En la costa sur solo tenemos la bahía Fleuriais.

### Clima
En el sector de la isla reina casi permanentemente el mal tiempo, cae copiosa lluvia y el cielo está nublado. El clima se considera de carácter marítimo, con temperaturas parejas durante todo el año. El viento predominante es del oeste y sopla casi en forma continua y sin interrupción. Se puede decir que el régimen permanente es de mal tiempo bajo todas sus formas.